# Scopula bilineata
Scopula bilineata är en fjärilsart som beskrevs av Max Joseph Bastelberger 1909. Scopula bilineata ingår i släktet Scopula och familjen mätare. Inga underarter finns listade.